# Тихоокеанский дивизион (НХЛ)
Тихоокеанский дивизион Национальной хоккейной лиги был сформирован в 1993 году и является частью Западной конференции. Состав команд дивизиона был изменён перед сезоном 2013/14. Перед сезоном 2017/18 в Тихоокеанский дивизион была включена команда «Вегас Голден Найтс». В укороченном из-за пандемии коронавируса сезоне 2020/21 дивизион не использовался.

## Состав дивизиона

### 1993—1995
- Анахайм Майти Дакс
- Ванкувер Кэнакс
- Калгари Флэймз
- Лос-Анджелес Кингз
- Сан-Хосе Шаркс
- Эдмонтон Ойлерз

#### Изменения
- Анахайм Майти Дакс был добавлен в дивизион в результате расширения;
- Ванкувер Кэнакс, Калгари Флэймз, Лос-Анджелес Кингз, Сан-Хосе Шаркс и Эдмонтон Ойлерз переведены из упразднённого Дивизиона Смайта.

### 1995—1998
- Анахайм Майти Дакс
- Ванкувер Кэнакс
- Калгари Флэймз
- Колорадо Эвеланш
- Лос-Анджелес Кингз
- Сан-Хосе Шаркс
- Эдмонтон Ойлерз

#### Изменения
- в дивизион добавлен Колорадо Эвеланш, образованный в результате переезда Квебек Нордикс из Квебека в Денвер, штат Колорадо.

### 1998—2006
- Анахайм Майти Дакс
- Даллас Старз
- Лос-Анджелес Кингз
- Сан-Хосе Шаркс
- Финикс Койотис

#### Изменения
- Ванкувер Кэнакс, Калгари Флэймз, Колорадо Эвеланш и Эдмонтон Ойлерз переведены во вновь образованный Северо-Западный дивизион;
- Даллас Старз и Финикс Койотис переведены из Центрального дивизиона.

### 2006—2013
- Анахайм Дакс
- Даллас Старз
- Лос-Анджелес Кингз
- Сан-Хосе Шаркс
- Финикс Койотис

#### Изменения
- Анахайм Майти Дакс сменил название на Анахайм Дакс.

### 2013—2014
- Анахайм Дакс
- Финикс Койотис
- Ванкувер Кэнакс
- Калгари Флэймз
- Лос-Анджелес Кингз
- Сан-Хосе Шаркс
- Эдмонтон Ойлерз

#### Изменения
- Даллас Старз переведён в Центральный дивизион;
- Ванкувер Кэнакс, Калгари Флэймз и Эдмонтон Ойлерз переведены из упразднённого Северо-Западного дивизиона.

### 2014—2017
- Анахайм Дакс
- Аризона Койотис
- Ванкувер Кэнакс
- Калгари Флэймз
- Лос-Анджелес Кингз
- Сан-Хосе Шаркс
- Эдмонтон Ойлерз

#### Изменения
- Финикс Койотис сменил название на Аризона Койотис.

### 2017—2020
- Анахайм Дакс
- Аризона Койотис
- Ванкувер Кэнакс
- Вегас Голден Найтс
- Калгари Флэймз
- Лос-Анджелес Кингз
- Сан-Хосе Шаркс
- Эдмонтон Ойлерз

#### Изменения
- Вегас Голден Найтс был добавлен в дивизион в результате расширения.

### 2020–2021
- Дивизион не использовался в сезоне 2020/21

#### Изменения по сравнению с сезоном 2019/20
- Из-за ограничений COVID-19 НХЛ была преобразована в четыре дивизиона без проведения конференций в сезоне 2020–21.
- Анахайм Дакс, Аризона Койотис, Лос-Анджелес Кингз, Сан-Хоке Шаркс и Вегас Голден Найтс были переведены в Западный дивизион.
- Калгари Флэймз, Эдмонтон Ойлерз и Ванкувер Кэнакс были переведены в Северный дивизион.

### с 2021
- Анахайм Дакс
- Ванкувер Кэнакс
- Вегас Голден Найтс
- Калгари Флэймз
- Лос-Анджелес Кингз
- Сан-Хосе Шаркс
- Сиэтл Кракен
- Эдмонтон Ойлерз

#### Изменения
- Сиэтл Кракен был добавлен в дивизион в результате расширения
- Аризона Койотис была переведена в Центральный Дивизион.

## Победители дивизиона
- 1994 — Калгари Флэймз
- 1995 — Калгари Флэймз
- 1996 — Колорадо Эвеланш
- 1997 — Колорадо Эвеланш
- 1998 — Колорадо Эвеланш
- 1999 — Даллас Старз
- 2000 — Даллас Старз
- 2001 — Даллас Старз
- 2002 — Сан-Хосе Шаркс
- 2003 — Даллас Старз
- 2004 — Сан-Хосе Шаркс
- 2005 — сезон не проводился
- 2006 — Даллас Старз
- 2007 — Анахайм Дакс
- 2008 — Сан-Хосе Шаркс
- 2009 — Сан-Хосе Шаркс
- 2010 — Сан-Хосе Шаркс
- 2011 — Сан-Хосе Шаркс
- 2012 — Финикс Койотис
- 2013 — Анахайм Дакс
- 2014 — Анахайм Дакс
- 2015 — Анахайм Дакс
- 2016 — Анахайм Дакс
- 2017 — Анахайм Дакс
- 2018 — Вегас Голден Найтс
- 2019 — Калгари Флэймз
- 2020 — Вегас Голден Найтс
- 2021 — дивизион не использовался
- 2022 — Калгари Флэймз
- 2023 — Вегас Голден Найтс

## Общая статистика по командам
| Команда                         | Побед в дивизионе | Последний год |
| ------------------------------- | ----------------- | ------------- |
| Сан-Хосе Шаркс                  | 6                 | 2011          |
| Анахайм Дакс/Анахайм Майти Дакс | 6                 | 2017          |
| Даллас Старз                    | 5                 | 2006          |
| Калгари Флэймз                  | 4                 | 2022          |
| Колорадо Эвеланш                | 3                 | 1998          |
| Вегас Голден Найтс              | 3                 | 2023          |
| Аризона Койотис/Финикс Койотис  | 1                 | 2012          |
| Эдмонтон Ойлерз                 | 0                 | –             |
| Лос-Анджелес Кингз              | 0                 | –             |
| Ванкувер Кэнакс                 | 0                 | –             |
| Сиэтл Кракен                    | 0                 | –             |

Выделенные команды на данный момент входят в Тихоокеанский дивизион

## Обладатели Кубка Стэнли
- 1996 — Колорадо Эвеланш
- 1999 — Даллас Старз
- 2007 — Анахайм Дакс
- 2012 — Лос-Анджелес Кингз
- 2014 — Лос-Анджелес Кингз
- 2023 — Вегас Голден Найтс